# Sagaingue (região)
Sagaingue (em birmanês: Sagaing) é uma região da Birmânia (ou Mianmar), cuja capital é Sagaingue. Segundo censo de 2019, havia 5 550 389 habitantes.